# سينارة ألاسكية
سينارة ألاسكية (الاسم العلمي: Cinara alaskana) هي نوع من الحشرات يتبع جنس السينارة من الفصيلة المنية.